# Jephté
Jephté (Jefté en español) es una ópera en forma de tragédie en musique en un prólogo y cinco actos (debido a su tema, también fue llamada una tragédie biblique), con música de Michel Pignolet de Montéclair y libreto en francés de Simon-Joseph Pellegrin. Se basa en la historia bíblica de Jefté. El oratorio se estrenó en la Académie royale de musique, París el 28 de febrero de 1732. Fue la primera ópera en Francia que usó una historia de la Biblia que apareció sobre la escena pública. Por esta razón, el cardenal de Noailles prohibió las representaciones de la obra durante un tiempo. Montéclair revisó la obra para las reposiciones de marzo de 1732 y abril de 1737.
Es una ópera poco representada en la actualidad; en las estadísticas de Operabase aparece con sólo dos representaciones en el período 2005-2010, siendo la primera y más representada de Montéclair.

## Personajes
| Personaje | Tesitura     | Reparto del estreno                      |
| --------- | ------------ | ---------------------------------------- |
| Jephté    | bajo         | Claude-Louis-Dominique Chassé de Chinais |
| Iphise    | soprano      | Catherine-Nicole Le Maure                |
| Ammon     | haute-contre | Denis-François Tribou                    |
| Phinée    | bajo         | Jean Dun                                 |
| Abdon     | haute-contre |                                          |
| Almasie   | soprano      | Marie Antier                             |
| Abner     | bajo         |                                          |
| Élise     | soprano      |                                          |